# Letecký hrdina
Letecký hrdina (v anglickém originále Let's Go Fly a Coot) je 20. díl 26. řady (celkem 572.) amerického animovaného seriálu Simpsonovi. Scénář napsal Jeff Westbrook a díl režíroval Chris Clements. V USA měl premiéru dne 3. května 2015 na stanici Fox Broadcasting Company a v Česku byl poprvé vysílán 28. září 2015 na stanici Prima Cool.

## Děj
Simpsonovi jsou pozváni na Milhousovu narozeninovou oslavu, která se ukáže být tak drahou, že Kirk musí prodat dům, aby ji mohl zaplatit. Když se Marge a Homerovi zdá, že všechny narozeniny začínají být příliš drahé, Homer podnikne drastická opatření a zničí velké narozeninové oslavy ostatních dětí. Výbor pro oslavy však Homerovy činy odhalí a pohrozí, že na rodinu uvalí černý puntík, čímž Bartovi, Líze a Maggie znemožní uspořádat další narozeninovou oslavu. Výbor nabídne Homerovi možnost odstranit černé puntíky tím, že zajistí Rodovi kouzelnou narozeninovou oslavu, s čímž Homer neochotně souhlasí. Při pořádání oslavy ve Springfieldském muzeu letectví a kosmonautiky jsou Simpsonovi překvapeni, když jeden z pilotů veteránů, kteří jsou na slavnostním ceremoniálu vyznamenáni, pozná dědečka a vypráví jim o službě Homerova otce u velitelství letectva před druhou světovou válkou. Veteránům se nelíbí, že se Homer a děda odcizili, a aktivně zasáhnou do jejich vztahu a donutí Homera, aby dědu pod hrozbou použití zbraně objal. 
Na návštěvu přijíždí Milhousova nizozemská sestřenice Annika, která Barta přitahuje, i když si neustále stěžuje na americkou kulturu a seznamuje Barta s hloupými nizozemskými hrami a vapováním, na kterém se stane závislým. Marge přistihne Barta a Anniku při vapování, ale Bart i Homer jí připomenou, že v jejich státě je to legální. Když se Bart dozví, že Annika míří na letiště, aby odletěla domů, děda mu prozradí, že byl zamilovaný do servírky v hlavním bistru poblíž základny, ale neměl dost odvahy, aby upoutal její pozornost, a tak přerušil svou pravidelnou práci údržbáře a podnikl nadzvukový let, který ho málem zabil, ale servírku si získal – což byla Mona, Homerova matka. 
Na závěr svého vyprávění děda Barta nabádá, aby byl opatrný s velkolepými gesty, kterými chce získat dívku, protože to nemusí vydržet, zvláště pokud se vydává za někoho, kým není. Bart zoufale spěchá na letiště, aby si mohl promluvit s Annikou, než odletí. Annika se jeho typickému „americkému gestu“ vysměje, ale Bart jí odpoví, že ji vlastně nemá rád, protože nedělá nic jiného, než že si stěžuje, a k lidem je milá, jen když od nich něco chce. Odhodí zbývající e-cigarety a odejde od ní, přičemž Annika se cítí ponížená tím, že ji odkopl Milhousův přítel, protože začne nizozemsky nadávat. 
Když veteráni opouštějí Springfield, Homer a děda jsou opět v dobrém vztahu a Homer nejprve griluje a nakonec dědovi rozmixuje velký steak.

## Přijetí
Epizoda získala rating 1,3 a sledovalo ji celkem 3,12 milionu diváků.
Dennis Perkins z The A.V. Clubu udělil dílu známku C− a uvedl: „Celou epizodou se táhnou přízraky libovolného počtu potenciálně plodných příběhů, z nichž žádný scenáristé nerozvíjejí nad jejich nejzákladnější, povrchní obrysy. I kdyby byl díl od podlahy ke stropu nacpaný skvělými vtipy a momenty postav, stále by to bylo uspěchaných, frenetických 22 minut. Takhle je to stejně zapomenutelné a špatně vystavěné jako kterýkoli díl Simpsonových za posledních několik řad.“.